# Anne-Louis-Henri de La Fare

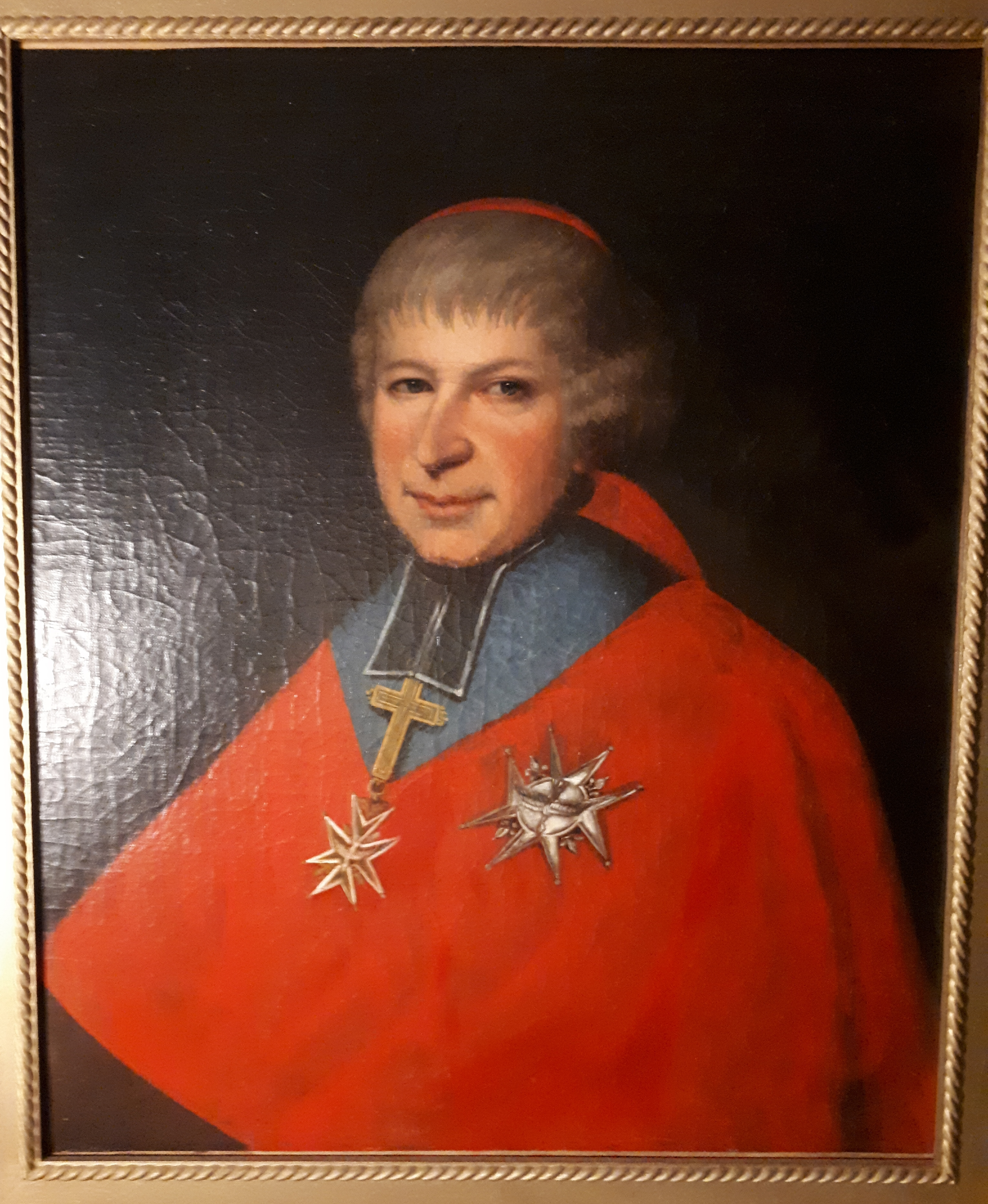
Kardinaal de La Fare

Anne-Louis-Henri de La Fare (Bessay, 8 september 1752 - Parijs, 10 december 1829) was een Frans aartsbisschop, kardinaal en staatsman.

## Levensloop
Anne-Louis-Henri de La Fare werd geboren in een adellijke familie en werd voorbestemd voor een kerkelijke carrière. Al jong kreeg hij een abdij in commendam na tussenkomst van zijn oudoom, kardinaal François-Joachim de Pierre de Bernis. Hij studeerde aan het Collège Louis-le-Grand, het seminarie en aan de Sorbonne. Op 21 september 1776 werd De La Fare tot priester gewijd. Twee jaar later werd hij deken van de Sainte-Chapelle in Dijon. Hij werd benoemd tot vicaris-generaal van de bisschop van Dijon. In 1784 zat hij de geestelijke stand voor in de Staten van Bourgondië. In 1788 was hij lid van de Assemblée des notables in Versailles en het jaar erop zetelde hij namens de geestelijke stand in de Staten-Generaal.
In 1787 werd De La Fare gewijd tot bisschop van Nancy. Hij behield deze titel tot 1816, maar na de Franse Revolutie moest hij begin 1791 uit Frankrijk vluchten en hij emigreerde in 1792 naar Oostenrijk. Namens koning Lodewijk XVIII voerde hij verschillende diplomatieke opdrachten uit aan het hof in Wenen. Hij had een belangrijke hand in het huwelijk tussen Lodewijk Anton van Bourbon en Marie Thérèse Charlotte van Frankrijk. Vanuit Wenen beheerde hij de financiële toelagen aan de Franse émigrés die verspreid over Europa leefden. En ook na zijn terugkeer in Frankrijk in 1814 stond hij in voor de financiële hulp aan teruggekeerde émigrés. Hij werd aalmoezenier van Marie Thérèse Charlotte van Frankrijk. In 1816 werd hij de rechterhand van aartsbisschop Alexandre Angélique de Talleyrand-Périgord die de administratie van kerkelijke aangelegenheden leidde tijdens de Restauratie. Datzelfde jaar nam De La Fare ontslag als bisschop van Nancy om het jaar erop te worden benoemd tot aartsbisschop van Sens. In 1822 werd hij benoemd tot pair van Frankrijk. Twee jaar later werd hij benoemd tot minister van staat. Hij leidde de kroning van koning Karel X van Frankrijk.
Op 16 mei 1823 werd De La Fare verheven tot kardinaal door paus Pius VII. Hij kreeg als titelkerk de Santa Maria in Traspontina. Hij nam deel aan de conclaven van 1823 en 1829, waar respectievelijk Leo XII en Pius VIII tot paus werden verkozen.